# Pyura lepidoderma
Pyura lepidoderma är en sjöpungsart som beskrevs av Takasi Tokioka 1949. Pyura lepidoderma ingår i släktet Pyura och familjen lädermantlade sjöpungar. Inga underarter finns listade i Catalogue of Life.